# Folkräkning i Sverige

Diagram över folkräkningarna i Sverige 1860-1990.

Den första folkräkningen i Sverige, och i Finland, genomfördes 1749. Den anordnades av Tabellverket under ledning av Pehr Wilhelm Wargentin. Prästerna hade dock redan under andra halvan av 1600-talet blivit ålagda att föra husförhörslängder över dem som bodde i socknarna.
Folkräkningar har mestadels genomförts vart tionde år, tidvis vart femte år. Vart tionde år är enligt FN:s rekommendationer. Sedan Statistiska centralbyrån (SCB) bildades 1858 genomfördes svenska folkräkningar vart tionde år mellan 1860 och 1960 (folkräkningar genomfördes även åren 1935 och 1945) och mellan 1960 och 1990 var femte år. Folkräkningen 1990 var Sveriges senaste folkräkning.
Folkräkningen utgjorde fram till 1940 en sammanställning av födelse-, boende- och yrkesuppgifter ur husförhörslängder och församlingsböcker. 1940–1990 baserades de på enkäter som besvarades av befolkningen. De bar namnet "folk- och bostadsräkning". Även "jordbruksräkning" har genomförts vart femte år 1927–1966.
SCB har överlämnat folkräkningsmaterialet fram till 1940 till Riksarkivet, där arbete med skanning pågår. Även ADB-register med individuppgifter 1960-1990 har överlämnats.

## Register med liknande funktion
1946 till 1991 genomförde skattemyndigheten mantalsskrivning en gång per år av Sveriges befolkning, som grund för beskattning. 1991 ersattes mantalsskrivningen och kyrkobokföring av en gemensam folkbokföring i skattemyndighetens regi.
Riksarkivets webbplats tillhandahåller folkräkningarna fritt och sökbart för åren 1880, 1890, 1900 och 1910 för hela landet, samt 1860, 1870 och 1930 för vissa län. Ingen inloggning krävs för uppgifter om personer födda för mer än 100 år sedan.
Sveriges släktforskarförbund tillhandahåller cd:skivorna Sveriges befolkning 1880, 1890, 1900, samt 1970, 1980 och 1990, som innehåller sökbara utdrag baserade på mantalslängderna, med uppgifter om namn, personnummer, födelseförsamling, folkbokföringsadress, fastighetsbeteckning, civilstånd och datum för ändrat civilstånd. 
Sökbart utdrag ur befolkningsregistret finns online hos den kommersiella tjänsten Arkiv Digital för år 1940, 1950, 1960, 1970, 1975, 1980, 1985 och 1990, samt personregistret Befolkningen i Sverige 1800–1947.

## Framtida folkräkning i Sverige
År 2006 beslöt Sveriges riksdag att etablera ett lägenhetsregister genom Lag om lägenhetsregister, vilket innebär att man återigen kan genomföra folkräkningar baserade på register. Det betyder att enskilda personer och fastighetsägare i fortsättningen inte behöver fylla i uppgifter om bland annat hushållet och bostaden på en frågeblankett. Dessa uppgifter samlas istället in genom att bland annat använda olika register. Lägenhetsregistret och Skatteverkets folkbokföring på lägenhet.
Baserat på dessa båda källor framställer Statistiska centralbyrån den hushålls- och bostadsstatistik som är ett viktigt faktaunderlag för kommunal och statlig verksamhet inom bostadsbyggande, utvärdering av olika former av social välfärdspolitik samt för forskningen.
Genom beslutet genomförde Sverige en reform som grannländerna Finland och Danmark hade genomfört åtskilliga år tidigare och som Norge genomförde år 2001.